# Ligne R du métro de New York
 (janvier 2022).
Si vous disposez d'ouvrages ou d'articles de référence ou si vous connaissez des sites web de qualité traitant du thème abordé ici, merci de compléter l'article en donnant les références utiles à sa vérifiabilité et en les liant à la section « Notes et références ».
Pour les articles homonymes, voir Ligne R.
La R Broadway Local est une ligne (au sens de desserte ou service en anglais) du métro de New York. Sa couleur est le jaune étant donné qu'elle circule sur la BMT Broadway Line sur la majorité de son tracé à Manhattan. Elle est issue du réseau de l'ancienne Brooklyn-Manhattan Transit Corporation (BMT), rattachée à la Division B et compte 45 stations. 

## Caractéristiques

### Stations

Tracé de la desserte R dans le Queens, à Manhattan et à Brooklyn. La nuit, la ligne ne circule qu'entre Whitehall Street et 95th Street tandis que les N prennent le relais à Manhattan.

|           | Station                            | Horaires              | Correspondances                                 |
| --------- | ---------------------------------- | --------------------- | ----------------------------------------------- |
| Queens    |                                    |                       |                                                 |
|           | Forest Hills – 71st Avenue         | Toujours sauf la nuit | LIRR                                            |
|           | 67th Avenue                        | Toujours sauf la nuit | (M)                                             |
|           | 63rd Drive - Rego Park             | Toujours sauf la nuit | (M)                                             |
|           | Woodhaven Boulevard                | Toujours sauf la nuit | (M)                                             |
|           | Grand Avenue-Newtown               | Toujours sauf la nuit | (M)                                             |
|           | Elmhurst Avenue                    | Toujours sauf la nuit | (M)                                             |
|           | Jackson Heights – Roosevelt Avenue | Toujours sauf la nuit | (7) · (E) · (F) · (M)                           |
|           | 65th Street                        | Toujours sauf la nuit | (M)                                             |
|           | Northern Boulevard                 | Toujours sauf la nuit | (M)                                             |
|           | 46th Street                        | Toujours sauf la nuit | (M)                                             |
|           | Steinway Street                    | Toujours sauf la nuit | (M)                                             |
|           | 36th Street                        | Toujours sauf la nuit | (M)                                             |
|           | Queens Plaza                       | Toujours sauf la nuit | (E) · (M)                                       |
| Manhattan |                                    |                       |                                                 |
|           | Lexington Avenue / 59th Street     | Toujours sauf la nuit | (uniquement avec MetroCard)                     |
|           | Fifth Avenue / 59th Street         | Toujours sauf la nuit | (N) · (Q) · (W)                                 |
|           | 57th Street                        | Toujours sauf la nuit | (N) · (Q) · (W)                                 |
|           | 49th Street                        | Toujours sauf la nuit | (N) · (Q) · (W)                                 |
|           | Times Square-42nd Street           | Toujours sauf la nuit | Port Authority Bus Terminal                     |
|           | 34th Street – Herald Square        | Toujours sauf la nuit | PATH                                            |
|           | 28th Street                        | Toujours sauf la nuit | (W)                                             |
|           | 23rd Street                        | Toujours sauf la nuit | (W)                                             |
|           | 14th Street – Union Square         | Toujours sauf la nuit | (4) · (5) · (6) · (<6>) · (L) · (N) · (Q) · (W) |
|           | Eighth Street-New York University  | Toujours sauf la nuit | (W)                                             |
|           | Prince Street                      | Toujours sauf la nuit | (W)                                             |
|           | Canal Street                       | Toujours sauf la nuit | (6) · (<6>) · (J) · (N) · (Q) · (W) · (Z)       |
|           | City Hall                          | Toujours sauf la nuit | (W)                                             |
|           | Cortlandt Street                   | Toujours sauf la nuit | (E) · (W)                                       |
|           | Rector Street                      | Toujours sauf la nuit | (W)                                             |
|           | South Ferry – Whitehall Street     | Toujours              | (1) · (W)                                       |
| Brooklyn  |                                    |                       |                                                 |
|           | Court Street                       | Toujours              | (2) · (3) · (4) · (5)                           |
|           | Jay Street – MetroTech             | Toujours              | (A) · (C) · (F)                                 |
|           | DeKalb Avenue                      | Toujours              | (B) · (Q)                                       |
|           | Atlantic Avenue – Barclays Center  | Toujours              | LIRR                                            |
|           | Union Street                       | Toujours              |                                                 |
|           | Ninth Street                       | Toujours              | (F) · (G)                                       |
|           | Prospect Avenue                    | Toujours              |                                                 |
|           | 25th Street                        | Toujours              |                                                 |
|           | 36th Street                        | Toujours              | (D) · (N)                                       |
|           | 45th Street                        | Toujours              |                                                 |
|           | 53rd Street                        | Toujours              |                                                 |
|           | 59th Street                        | Toujours              | (N)                                             |
|           | Bay Ridge Avenue                   | Toujours              |                                                 |
|           | 77th Street                        | Toujours              |                                                 |
|           | 86th Street                        | Toujours              |                                                 |
|           | Bay Ridge - 95th Street            | Toujours              |                                                 |

## Exploitation
La desserte R fonctionne en continu, mais ne dessert la majorité de son tracé qui suit l'IND Queens Boulevard Line, la BMT Broadway Line et la BMT Fourth Avenue Line que pendant la journée (06h30-23h00). Son parcours « normal » relie la station de Forest Hills – 71st Avenue située à Forest Hills dans le Queens à la station Bay Ridge – 95th Street située à Brooklyn. La nuit (23h00-06h30), la ligne R fonctionne comme une navette qui n'opère qu'à Brooklyn entre la Whitehall Street et Bay Ridge. C'est alors la ligne N qui prend le relais en devenant omnibus (arrêt à toutes les stations de la section de ligne) sur le circuit de la ligne R. La ligne R est l'une des deux seules lignes du réseau (avec la ligne B ) à posséder deux stations qui portent le même nom avec en l’occurrence deux 36th Street.